# Vlagyimir Ivanovics Jakunyin
Vlagyimir Ivanovics Jakunyin (oroszul: Владимир Иванович Якунин; Melenki, 1948. június 30. –) orosz mérnök, politikus, diplomata és állami tisztviselő. 2005–2015 között az Oroszországi Vasutak (RZSD) elnöke volt.

## Élete
Gyermekkorát Észtországban töltötte. Apja a KGB Határőr Csapatainál szolgált pilótaként. 1972-ben végzett a Leningrádi Gépészeti Főiskolán (ma a Dmitrij Usztyinov nevét viselő „Vojenmeh” Balti Állami Műszaki Egyetem), ahol repülőmérnöki végzettséget szerzett. 1972–1975 között a leningrádi Állami Alkalmazott Kémiai Intézetben dolgozott segédmunkatársként. 1975-től 1977-ig sorkatonai szolgálatát töltötte, majd a Szovjetunió Minisztertanácsa mellett működött Külkereskedelmi Állami Bizottságnál dolgozott 1982-ig. 1982–1985 között a Szovjet Tudományos Akadémia Abram Ioffe nevét viselő Műszaki-Fizikai Intézetének nemzetközi kapcsolatokért felelős osztályát vezette.
1985-től 1991-ig diplomáciai szolgálatban állt. A Szovjetunió állandó ENSZ-képviseletén dolgozott, kezdetben II., majd I. osztályú titkári rangban.
Hazatérését követően, 1991 áprilisától 1997 áprilisáig vállalkozóként tevékenykedett. Egyik alapítója és résztulajdonosa volt egy külföldi befektetéseket ösztönző vállalkozásnak.